# Thailändische Badmintonmeisterschaft 1955
Die Thailändische Badmintonmeisterschaft 1955 fand in Bangkok statt. Es war die vierte Austragung der nationalen Meisterschaften von Thailand im Badminton.

## Titelträger
| Disziplin    | Sieger                                   |
| ------------ | ---------------------------------------- |
| Herreneinzel | Pinit Pattabongse                        |
| Dameneinzel  | Pratuang Pattabongse                     |
| Herrendoppel | Sunthorn Subabandhu Kamal Sudthivanich   |
| Damendoppel  | Pratuang Pattabongse Ramphai Slobol      |
| Mixed        | Sunthorn Subabandhu Pratuang Pattabongse |